# Clasificarea dinozaurilor
Clasificarea dinozaurilor a fost întocmită după surse din anii 1999 respectiv 2001. 
Dinozaurii sunt din punct de vedere taxonomic archosaurieri din cadrul reptilelor (Reptilia) din care face parte grupa dinozauri cu bazin de pasăre (Ornithischia), Pterosauria și grupa dinozauri cu bazin de reptilă (Saurischia).

## Dinozauri cu bazin de pasăre(Ornithischia)

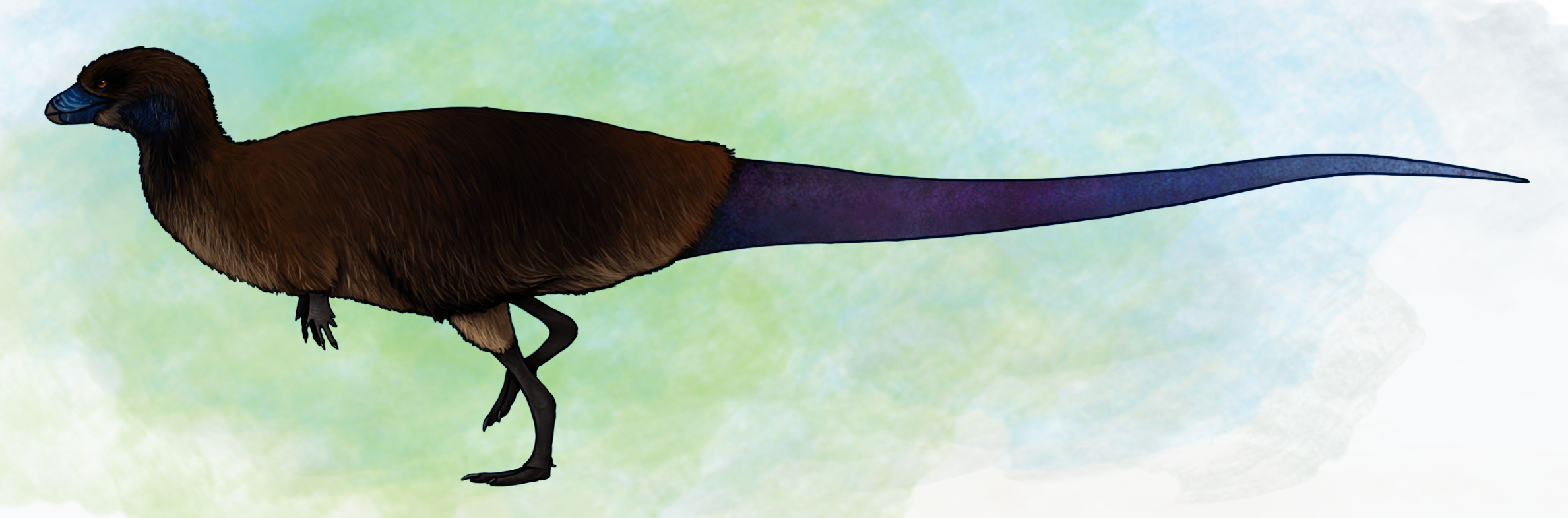
Lesothosaurus

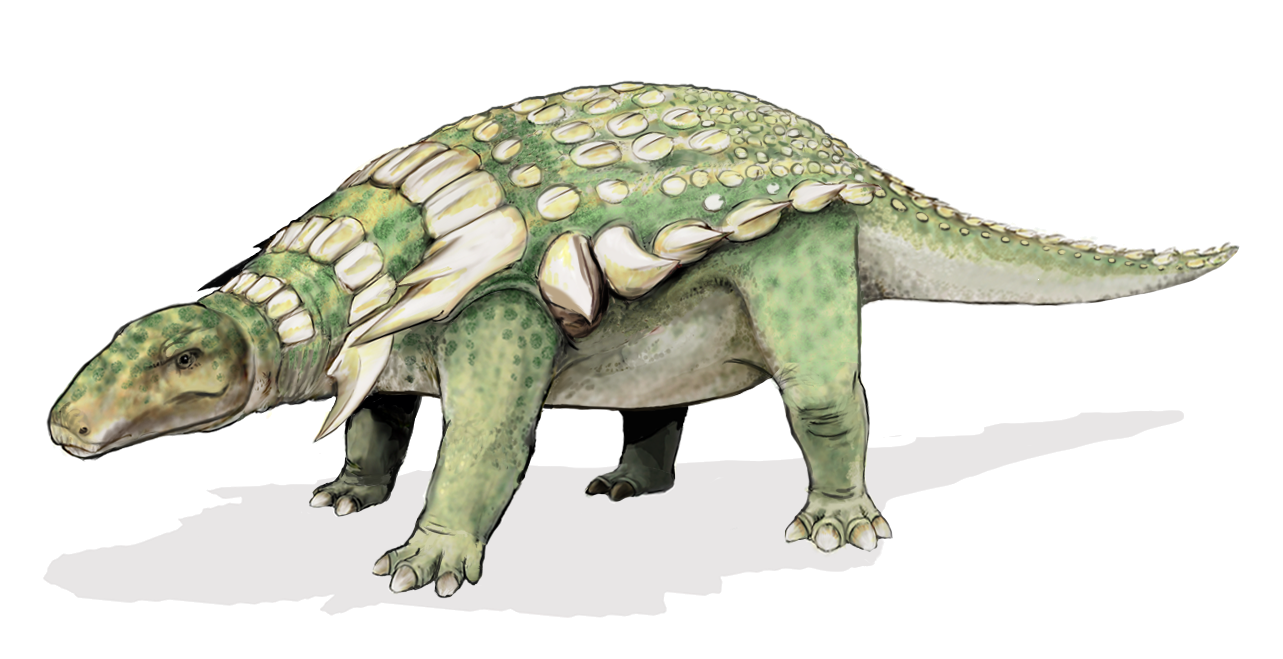
Edmontonia

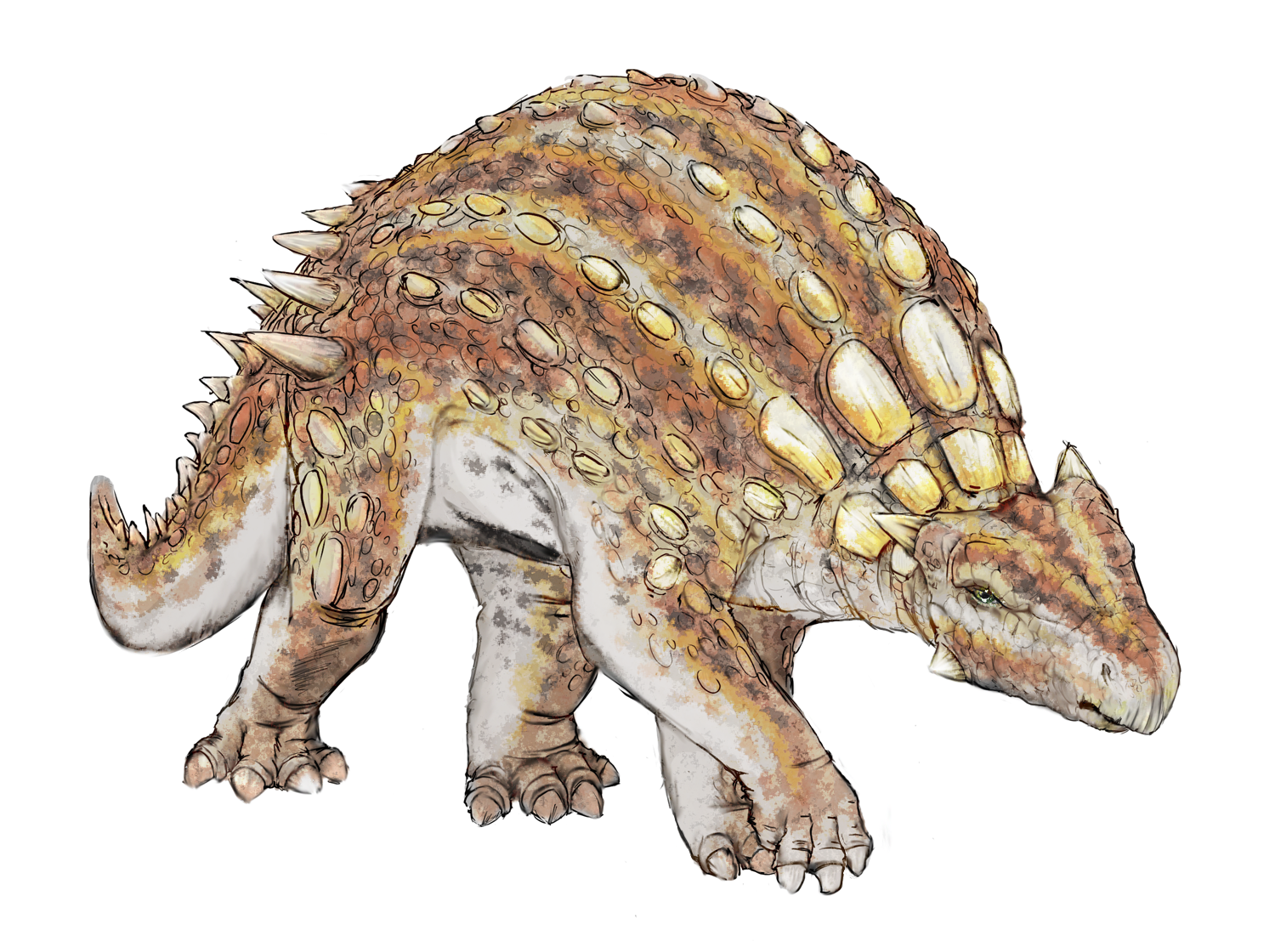
Minmi

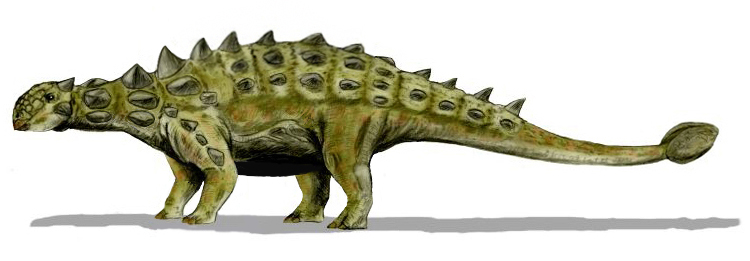
Euoplocephalus

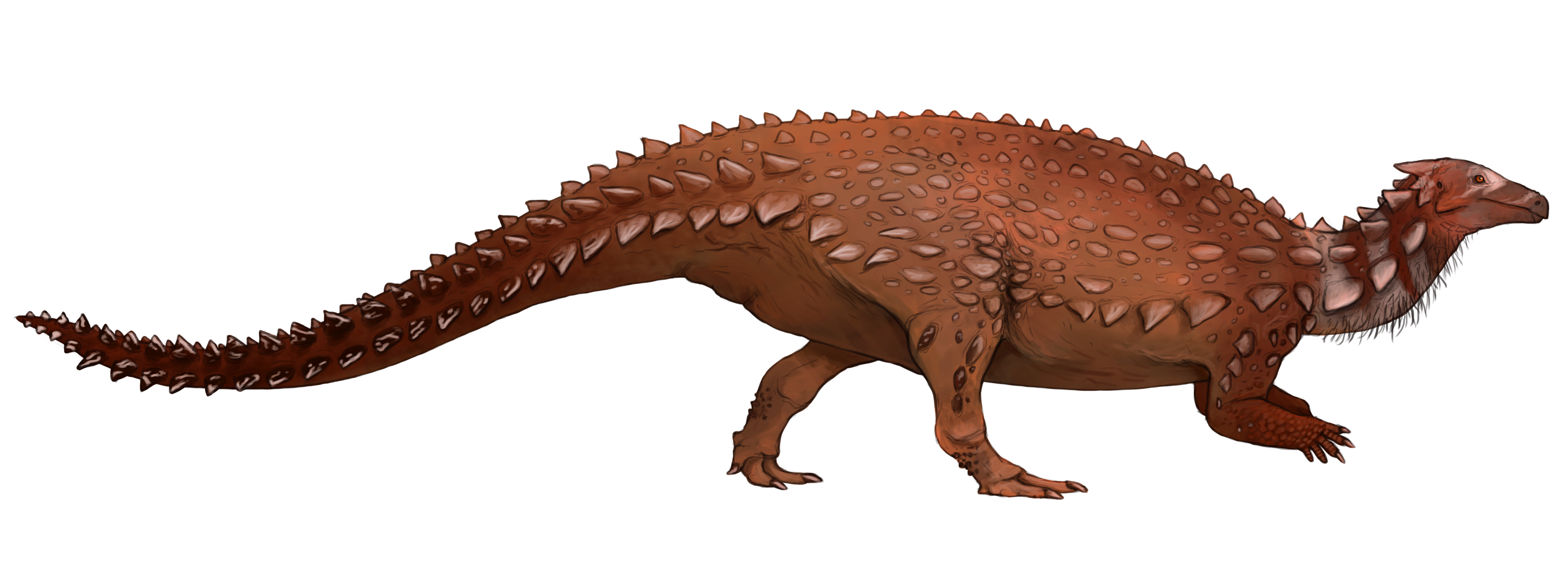
Scelidosaurus

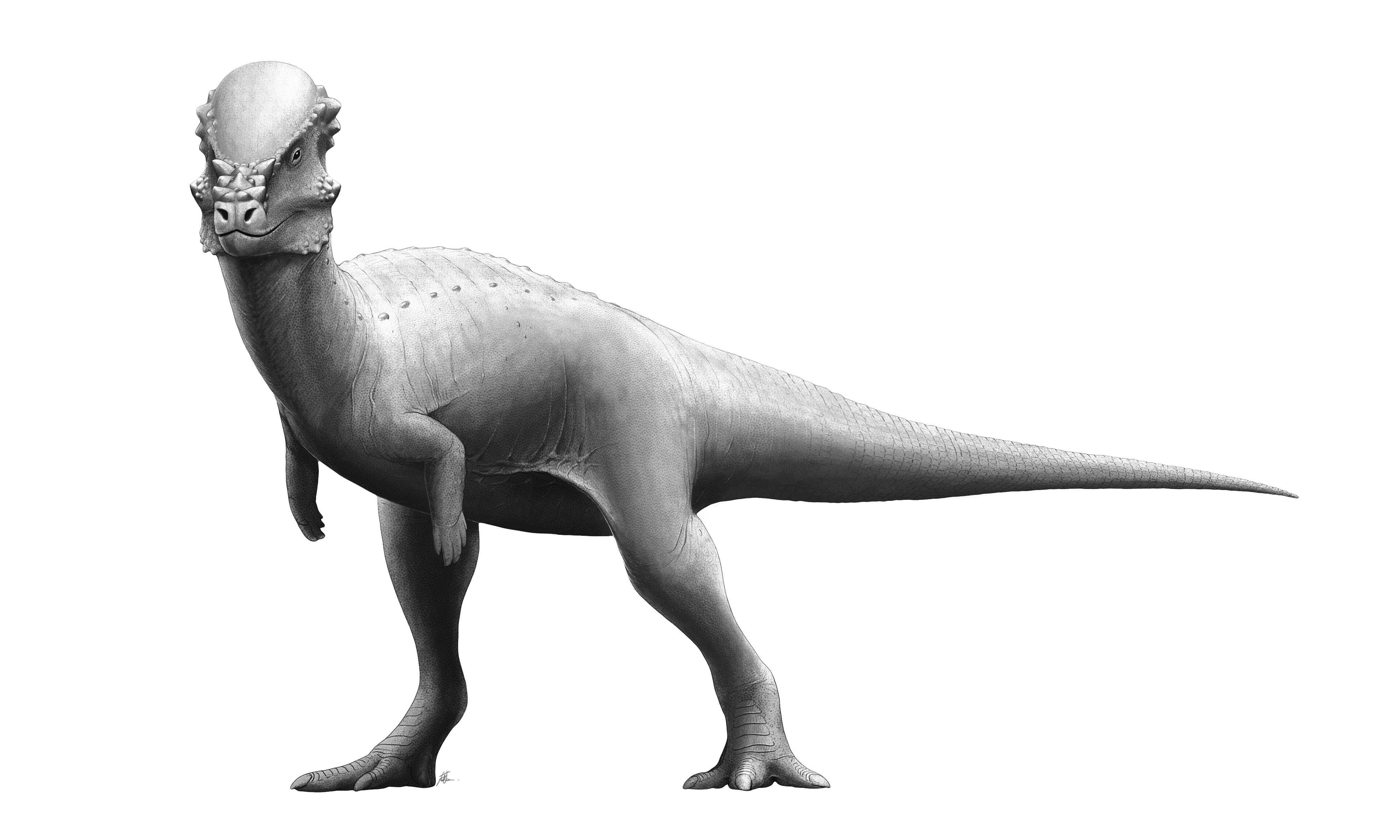
Pachycephalosaurus

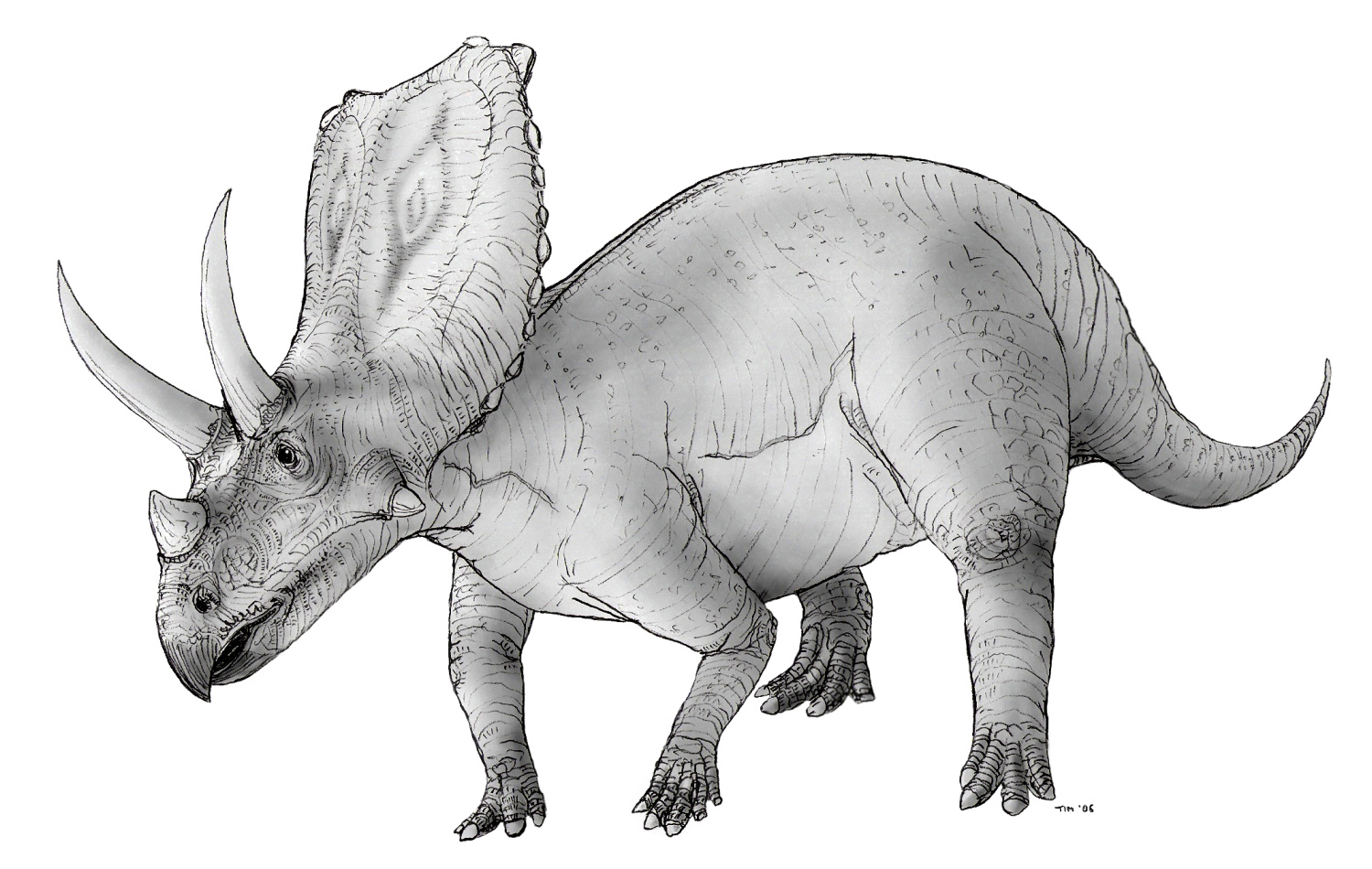
Chasmosaurus

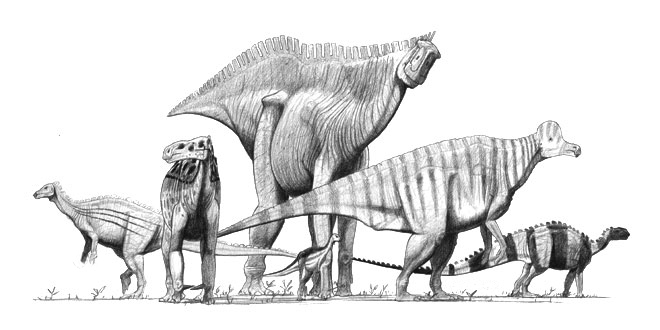
Verschiedene Ornithopoden

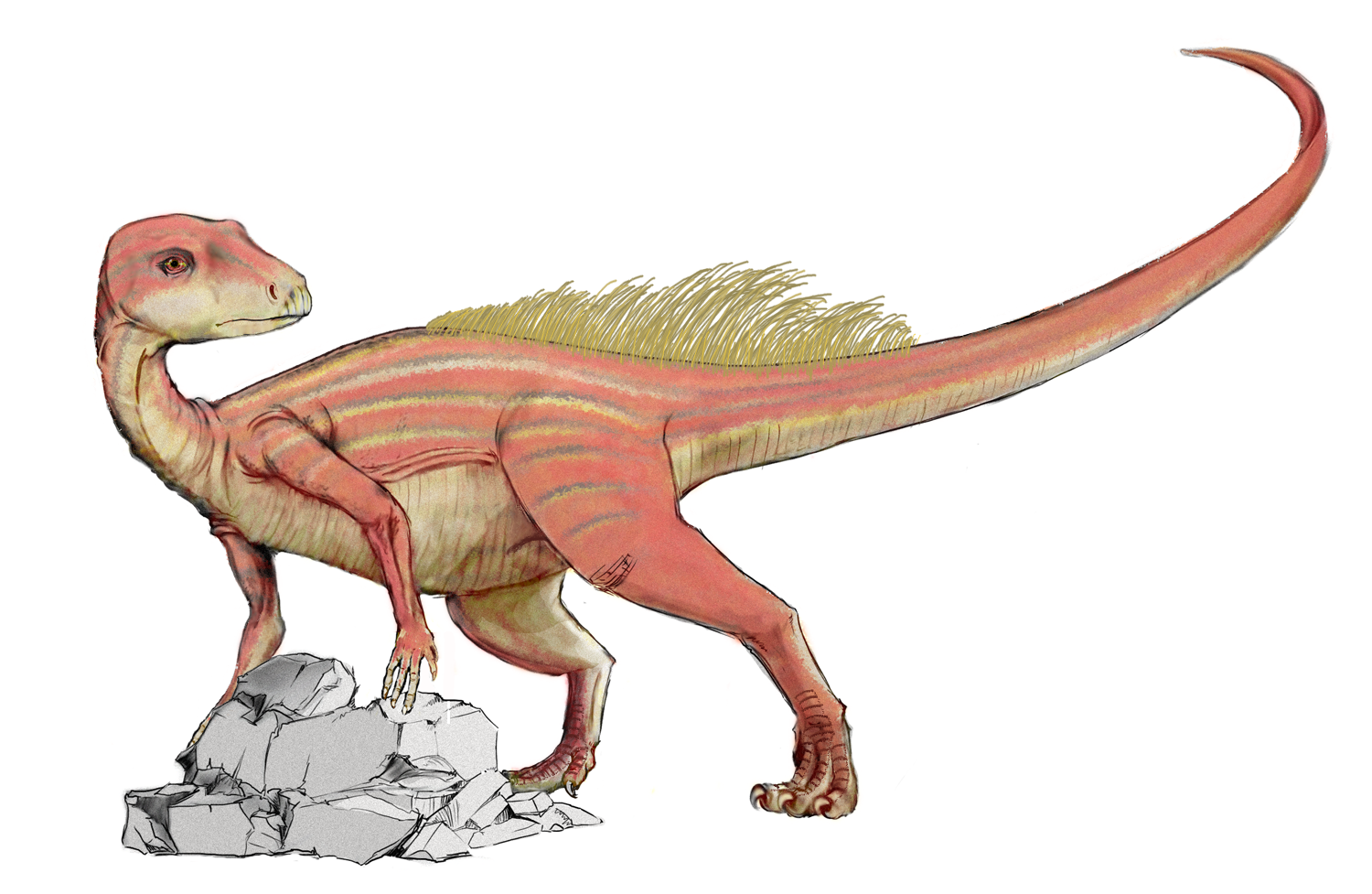
Abrictosaurus

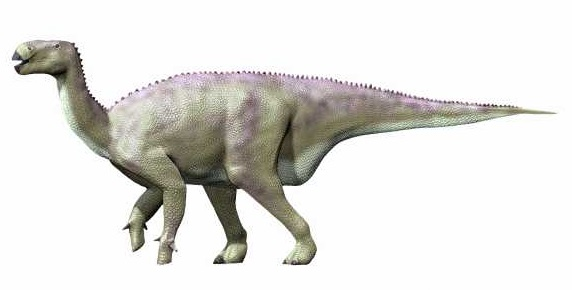
Iguanodon

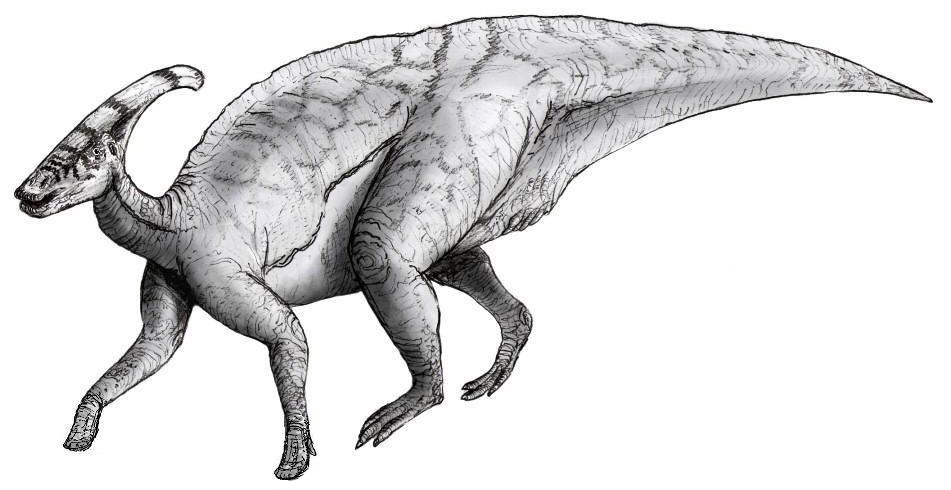
Parasaurolophus

- Pisanosaurus
- Lesothosaurus
- Gongbusaurus
- Agilisaurus
- Thyreophora
  - Scutellosaurus
  - Emausaurus
  - Eurypoda
    - Scelidosaurus
    - Stegosauria
      - Huayangosaurus
      - Dacentrurus
      - Tuojiangosaurus
      - Lexovisaurus
      - Stegosaurus
      - Wuerhosaurus
      - Kentrosaurus

    - Ankylosauria
      - Nodosauridae
        - Pawpawsaurus
        - Hylaeosaurus
        - Struthiosaurus
        - Sauropelta
        - Silvisaurus
        - Panoplosaurus
        - Edmontonia

      - Ankylosauridae
        - Gargoyleosaurus
        - Minmi
        - Shamosaurus
        - Tsagantegia
        - Talarurus
        - Mymoorapelta
        - Polacanthus
        - Gastonia
        - Pinacosaurus
        - Euoplocephalus
        - Ankylosaurus
        - Saichania
        - Tarchia
        - Nodocephalosaurus

- Neoornithischia
  - Marginocephalia
    - Pachycephalosauria
      - Stenopelix
      - Wannanosaurus
      - Goyocephale
      - Homalocephale
      - Yaverlandia
      - Ornathotholus
      - Stegoceras
      - Tylocephale
      - Prenocephale
      - Pachycephalosaurus
      - Dracorex
      - Stygimoloch

    - Ceratopsia
      - Psittacosaurus
      - Chaoyangsaurus
      - Archaeceratops
      - Leptoceratops
      - Udanoceratops
      - Protoceratopsidae
        - Bagaceratops
        - Breviceratops
        - Protoceratops
        - Graciliceratops

      - Montanoceratops
      - Zuniceratops
      - Turanoceratops
      - Ceratopsidae
        - Ceratopsinae
          - Anchiceratops
          - Chasmosaurus
          - Pentaceratops
          - Triceratops
          - Arrhinoceratops
          - Torosaurus

        - Centrosaurinae
          - Avaceratops
          - Brachyceratops
          - Monoclonius
          - Centrosaurus
          - Styracosaurus
          - Einiosaurus
          - Achelousaurus
          - Pachyrhinosaurus

- - Ornithopoda
    - Heterodontosauridae
      - Abrictosaurus
      - Heterodontosaurus
      - Lycorhinus

    - Hypsilophodontia
      - Thescelosaurus
      - Othnielia
      - Drinker
      - Yandusaurus
      - Zephyrosaurus
      - Orodromeus
      - Hypsilophodon
      - Parkosaurus

    - Tenontosaurus
    - Iguanodontia
      - Muttaburrasaurus
      - Gasparinisaura
      - Dryosaurus
      - Camptosaurus
      - Iguanodontidae
        - Iguanodon
        - Altirhinus
        - Ouranosaurus

      - Hadrosauroidea
        - Probactrosaurus
        - Protohadros
        - Telmatosaurus
        - Gilmoreosaurus
        - Hadrosauridae
          - Lambeosaurinae
            - Eolambia
            - Bactrosaurus
            - Pararabdodon
            - Parasaurolophus
            - Charonosaurus
            - Lambeosaurus
            - Corythosaurus
            - Hypacosaurus

          - Hadrosaurinae
            - Maiasaura
            - Brachylophosaurus
            - Aralosaurus
            - Gryposaurus
            - Shantungosaurus
            - Anatotitan
            - Edmontosaurus
            - Lophorhotodon
            - Prosaurolophus
            - Saurolophus
            - Kritosaurus

## Dinozauri cu bazin de reptilă(Saurischia)

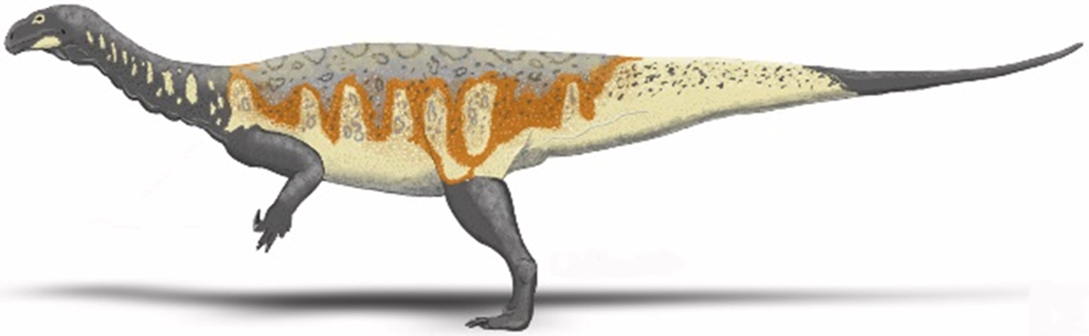
Plateosaurus

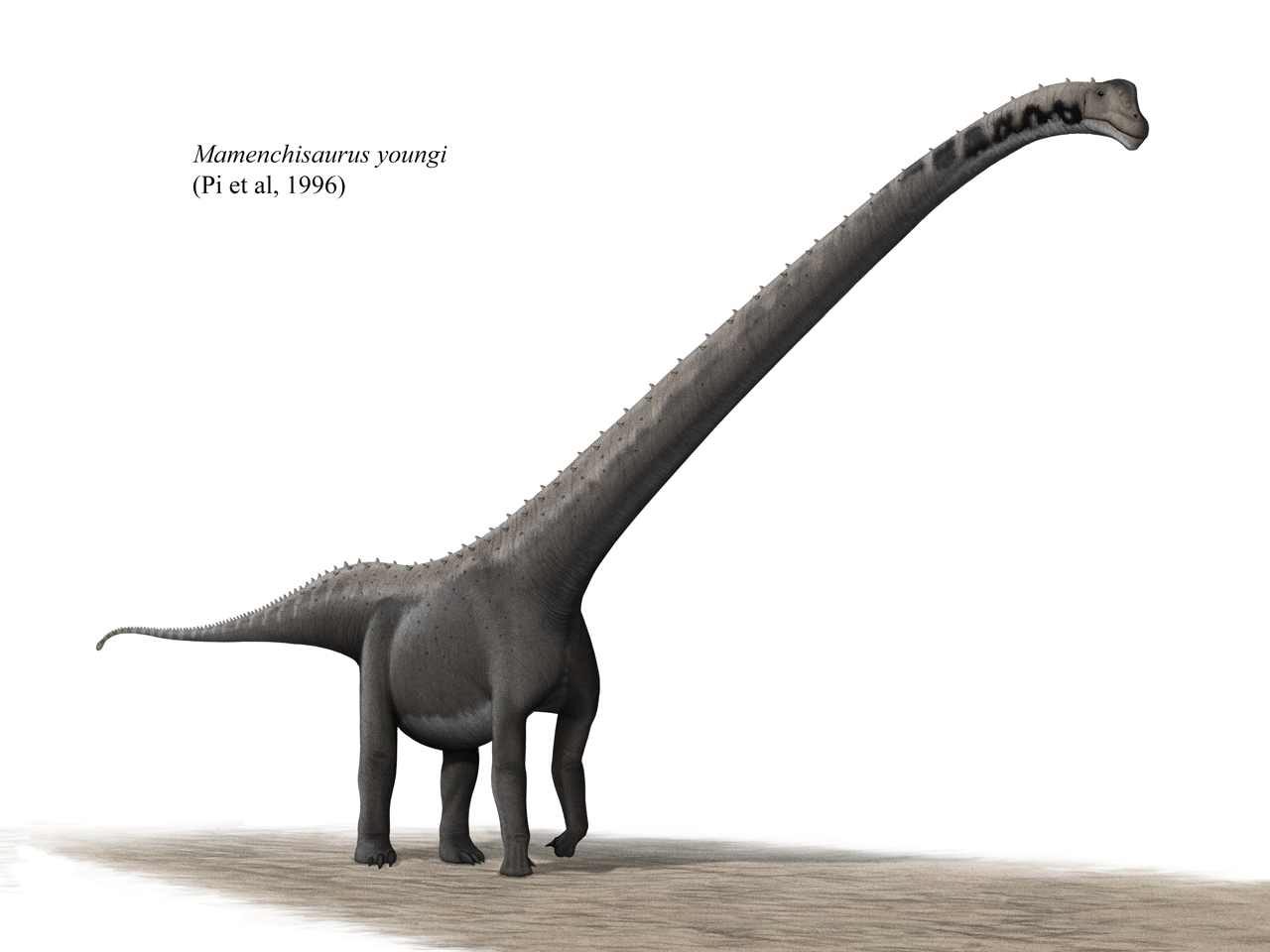
Mamenchisaurus

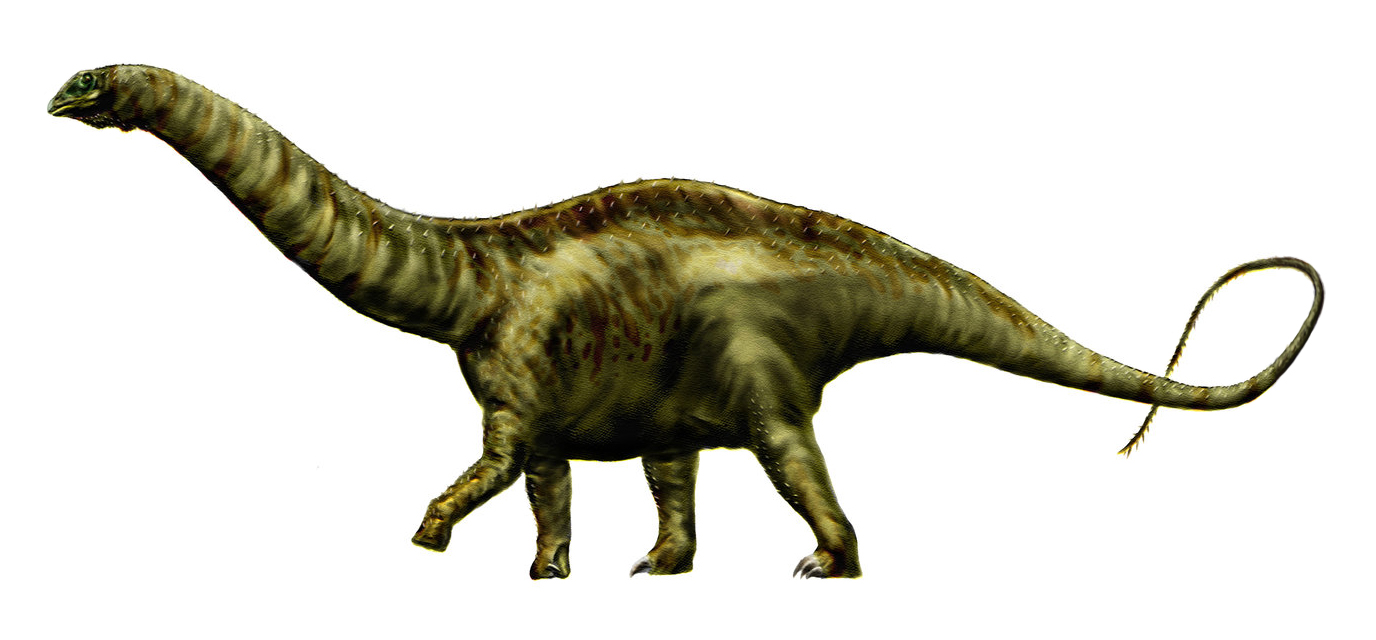
Apatosaurus

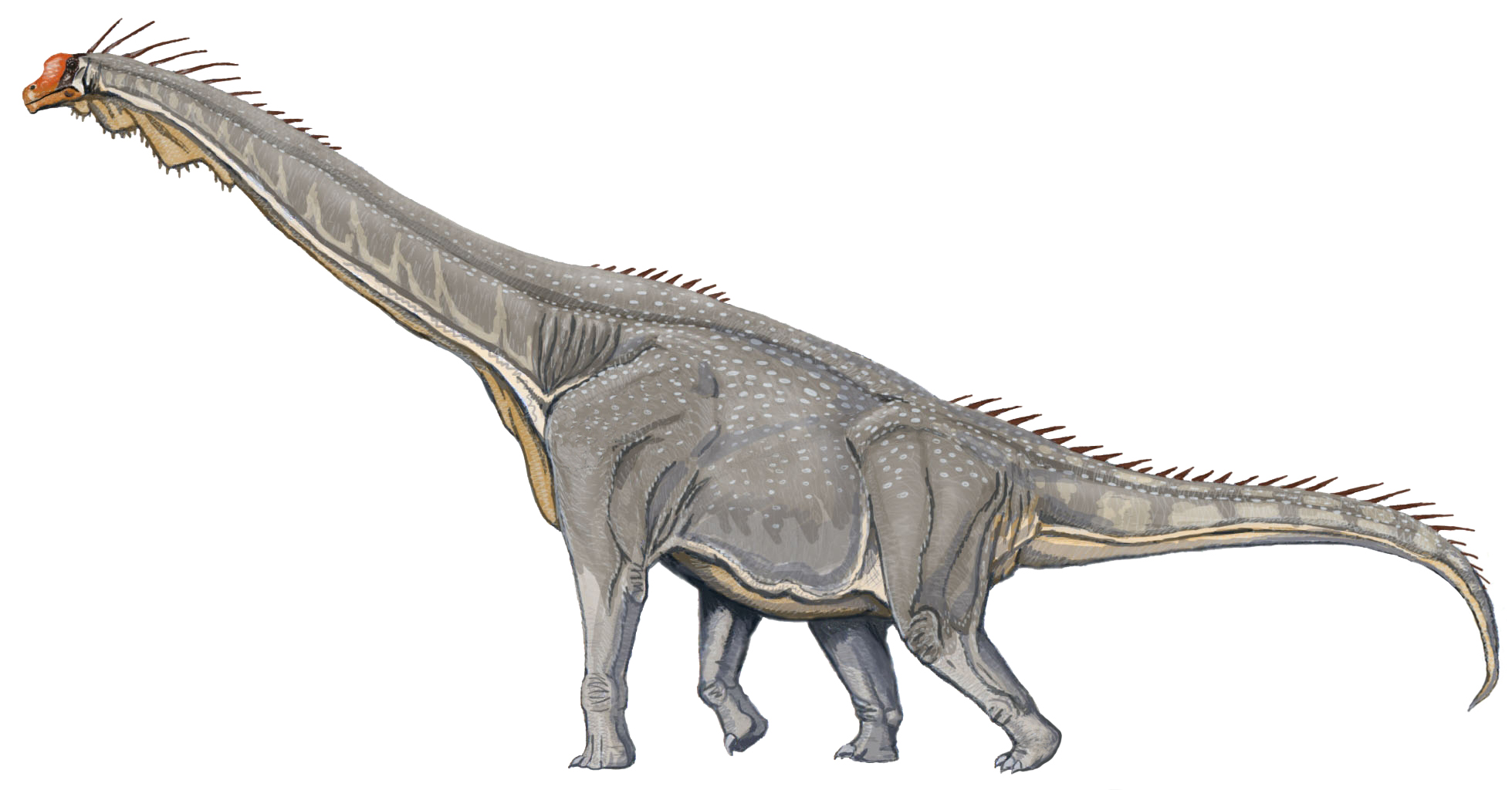
Brachiosaurus

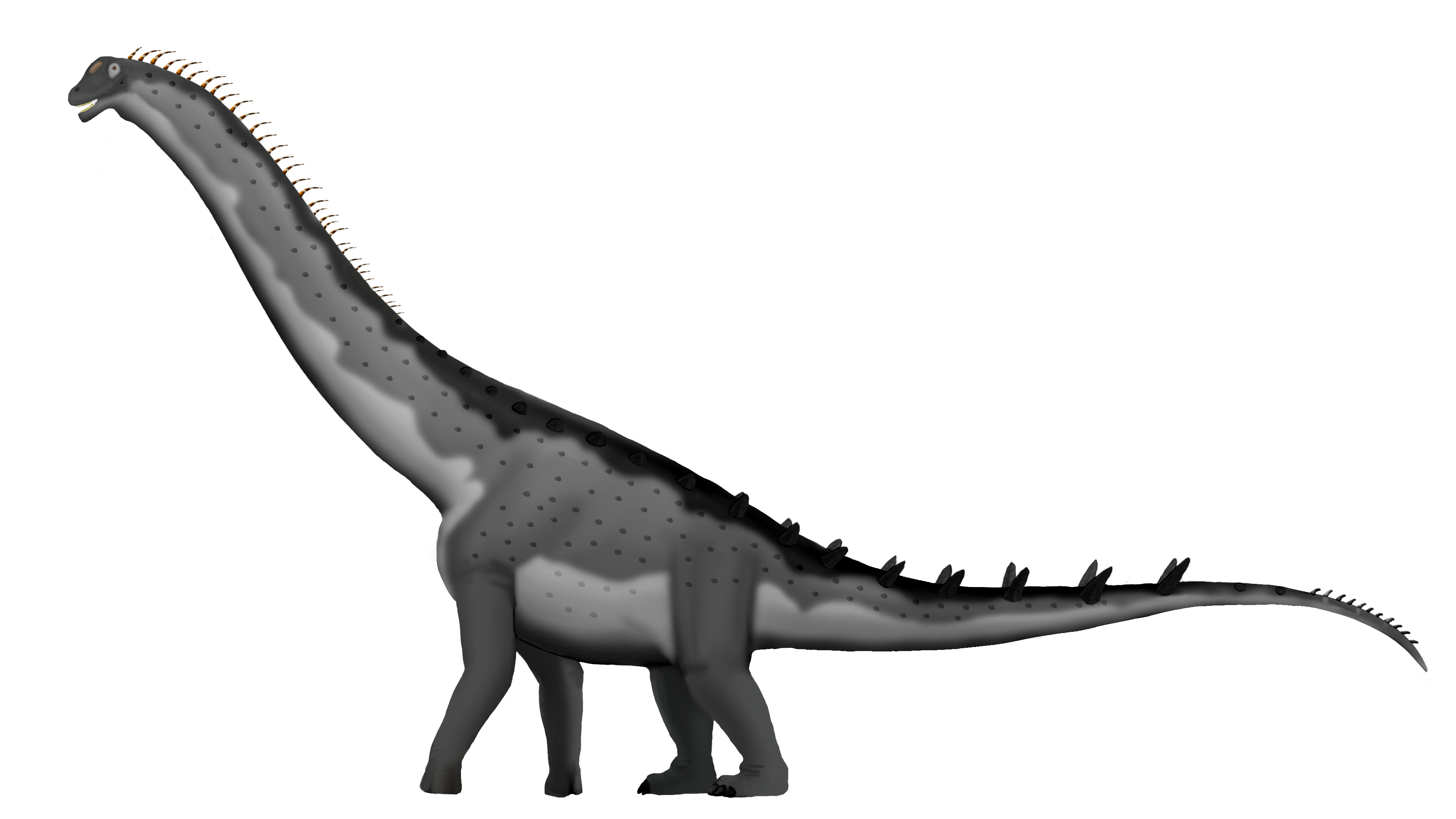
Alamosaurus

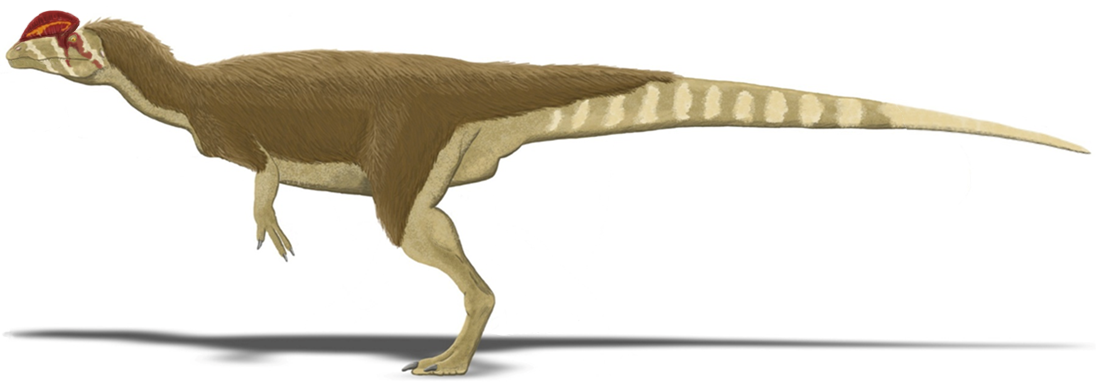
Dilophosaurus

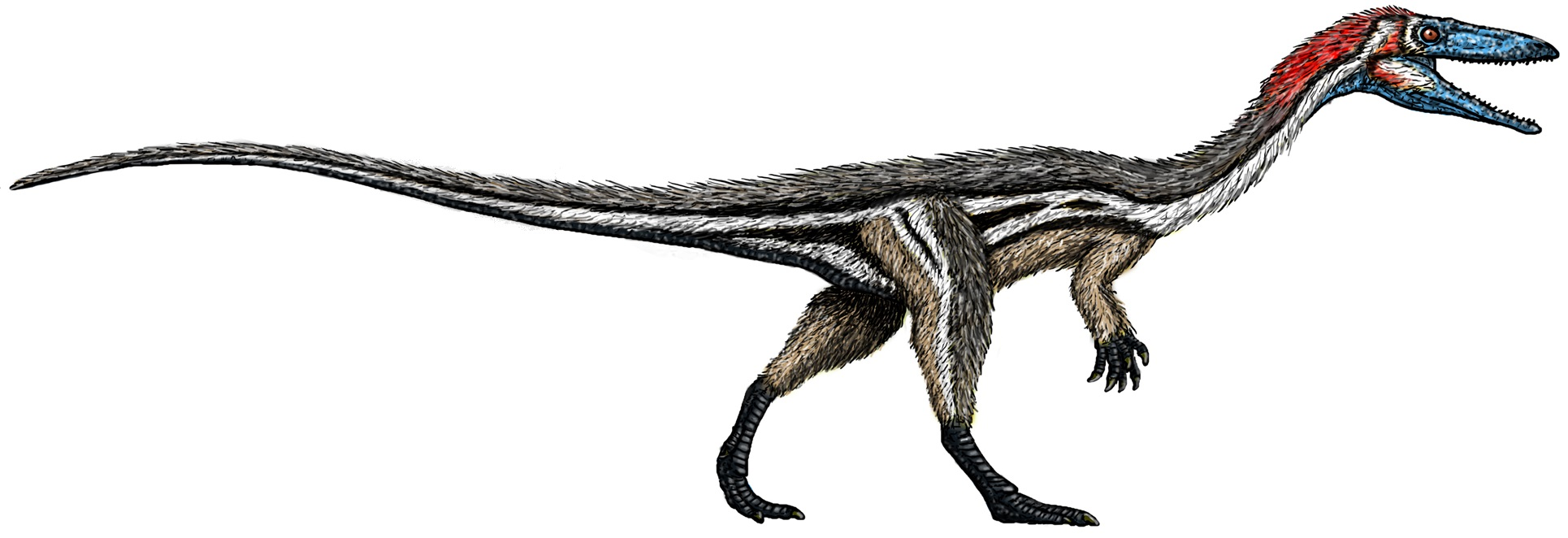
Coelophysis

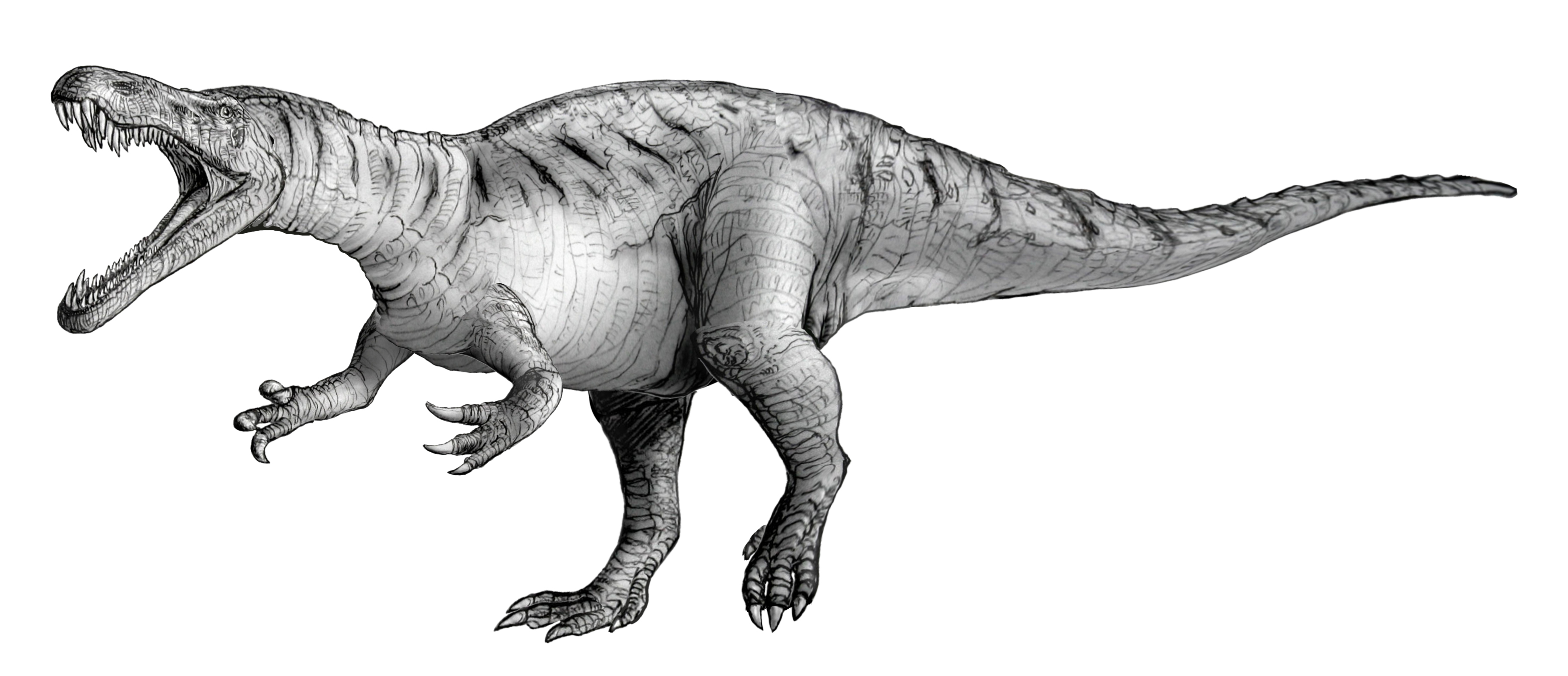
Suchomimus

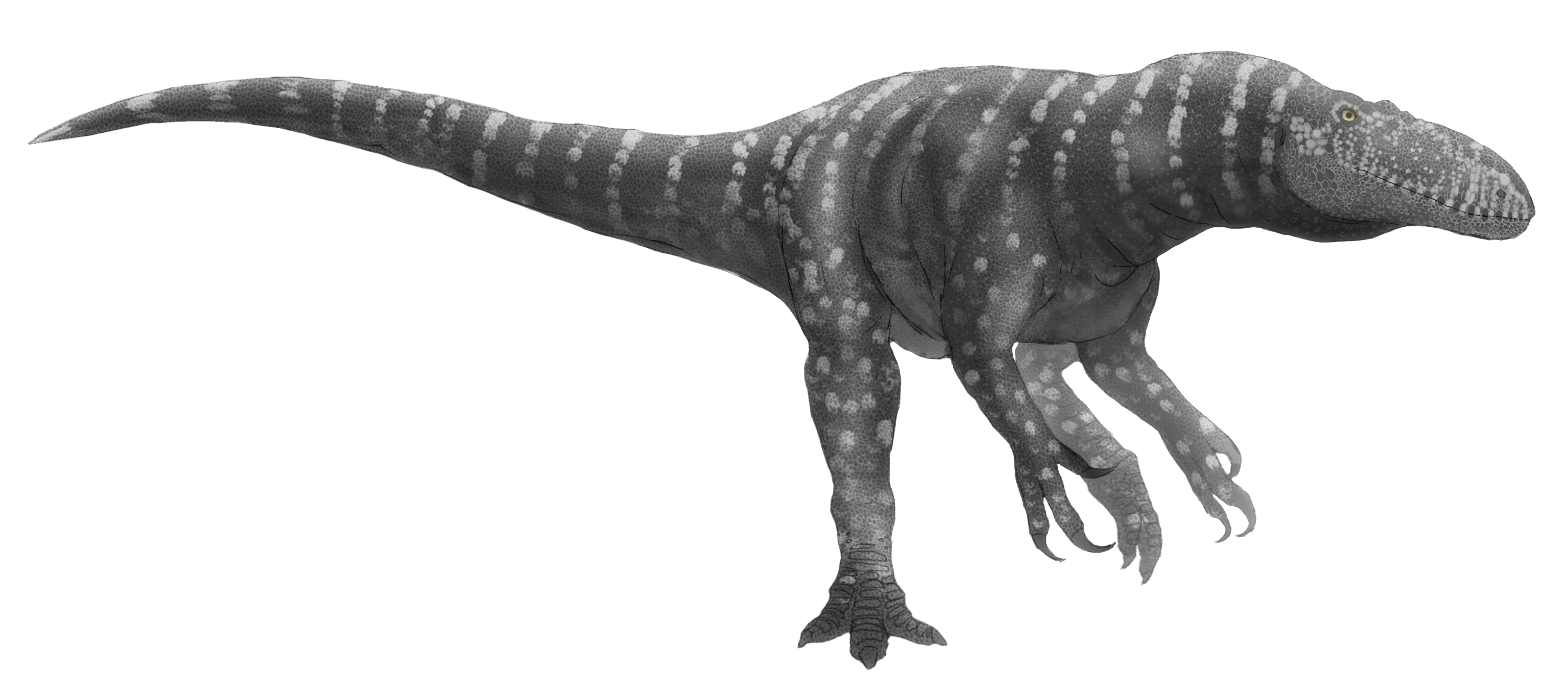
Afrovenator

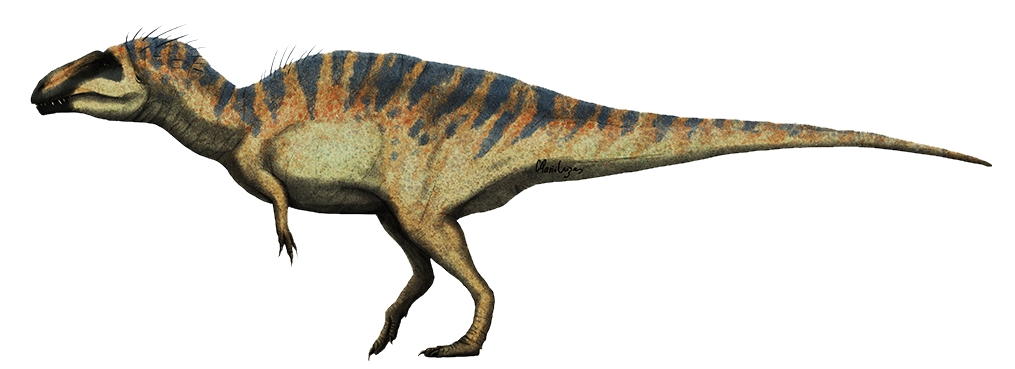
Acrocanthosaurus

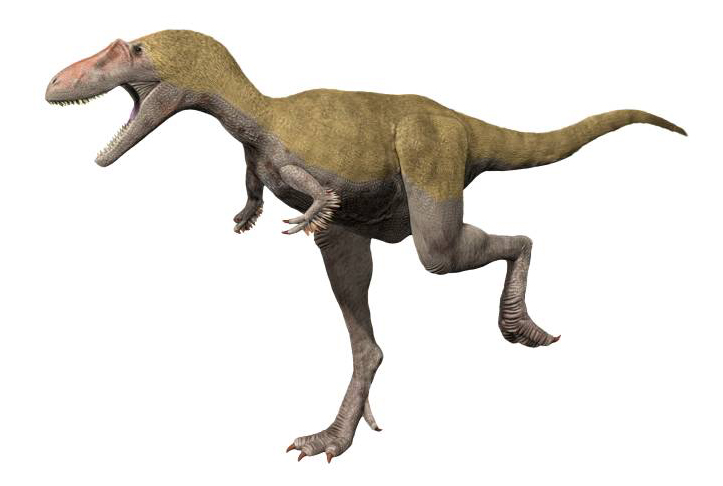
Albertosaurus

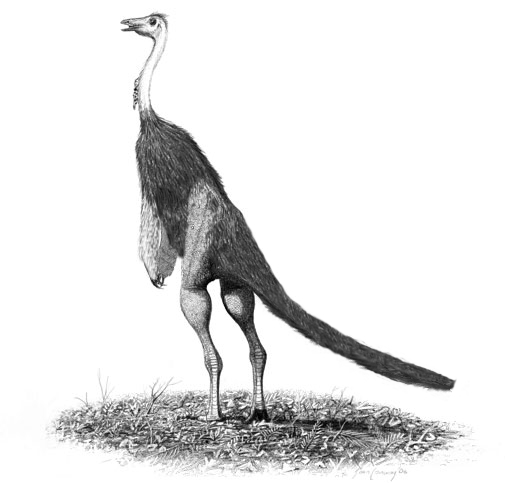
Struthiomimus

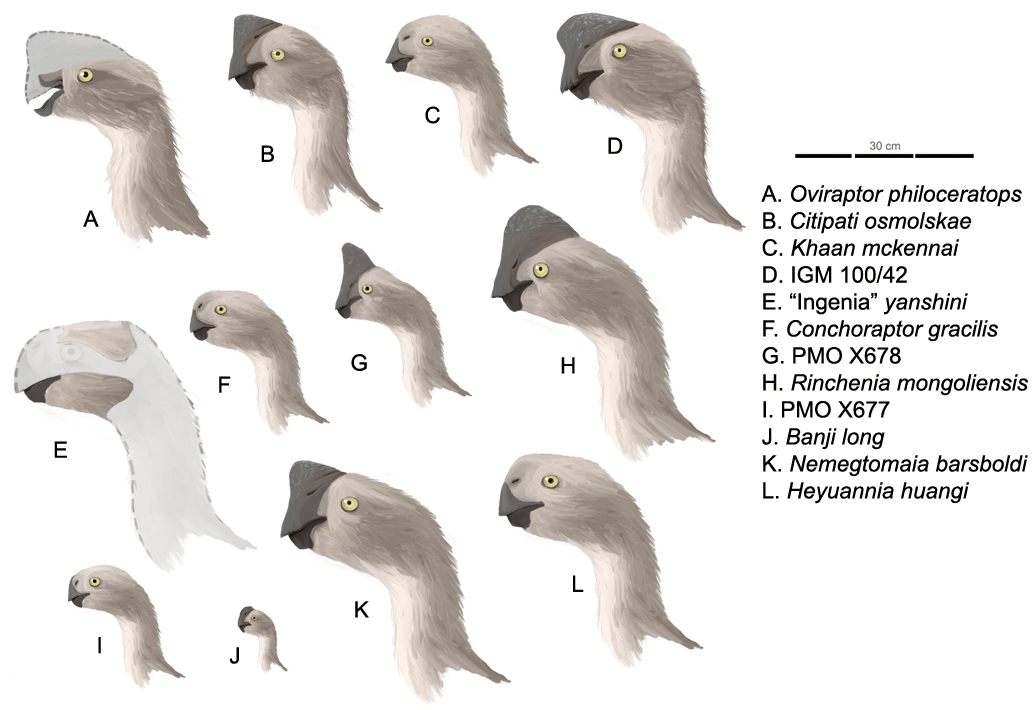
Kopfstudien verschiedener Oviraptorosauria

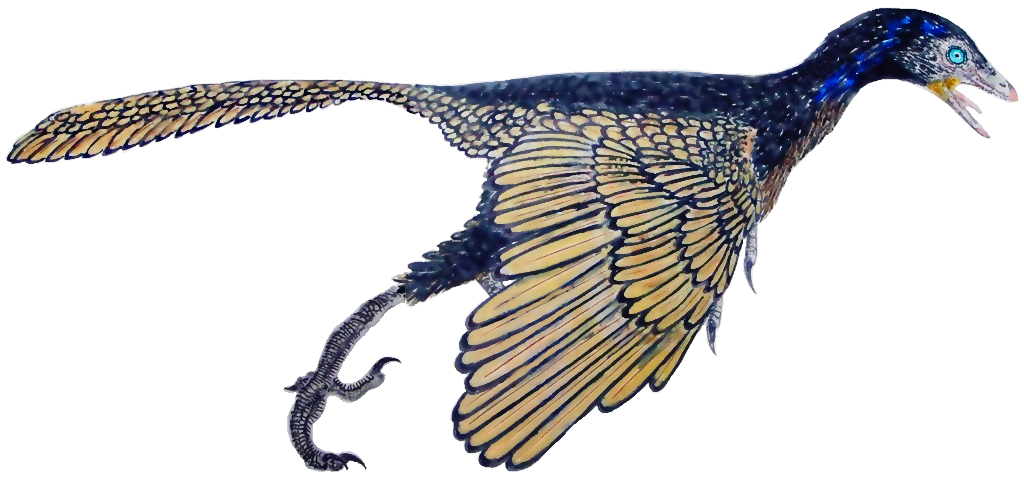
Archaeopteryx

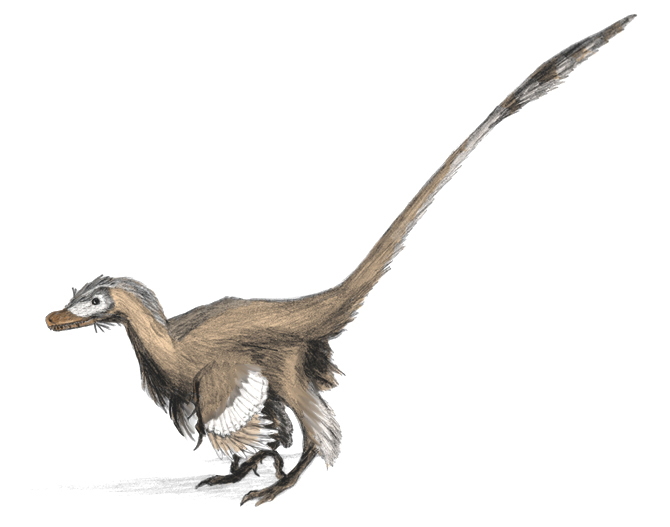
Velociraptor

- Sauropodomorpha
  - Saturnalia
  - Prosauropoda
    - Thecodontosaurus
    - Anchisaurus
    - Blikanasaurus
    - Melanorosaurus
    - Riojasaurus
    - Camelotia
    - Yunnanosaurus
    - Massospondylus
    - Gyposaurus
    - Lufengosaurus
    - Coloradisaurus
    - Sellosaurus
    - Plateosaurus
    - Euskelosaurus

  - Sauropoda
    - Turiasaurus
    - Vulcanodon
    - Barapasaurus
    - Shunosaurus
    - Camarasaurus
    - Omeisaurus
    - Mamenchisaurus
    - Jobaria
    - Patagosaurus
    - Cetiosaurus
    - Haplocanthosaurus
    - Nemegtosaurus
    - Quaesitosaurus
    - Phuwiangosaurus
    - Chubutisaurus
    - Euhelopus
    - Diplodocoidea
      - Rayososaurus
      - Antarctosaurus
      - Nigersaurus
      - Amargasaurus
      - Dicraeosaurus
      - Apatosaurus = Brontosaurus
      - Barosaurus
      - Diplodocus

    - Brachiosauridae
      - Brachiosaurus
      - Sauroposeidon
      - Lapparentosaurus

    - Titanosauridae
      - Andesaurus
      - Epachthosaurus
      - Malawisaurus
      - Argentinosaurus
      - Ophistocoelocaudia
      - Lirainosaurus
      - Argyrosaurus
      - Aeolosaurus
      - Alamosaurus
      - Nequensaurus

    - Saltasauridae
      - Saltasaurus
      - Maxakalisaurus

- Theropoda
  - Eoraptor
  - Herrerasauridae
    - Staurikosaurus
    - Herrerasaurus
    - Chindesaurus

  - Ceratosauria
    - Procompsognathus
    - Segisaurus
    - Dilophosaurus
    - Liliensternus
    - Coelophysis
    - Syntarsus
    - Elaphrosaurus
    - Sarcosaurus
    - Ceratosaurus
    - Masiakasaurus
    - Ilokelesia
    - Noasaurus
    - Ligabueino
    - Spectrovenator
    - Abelisaurus
    - Majungasaurus
    - Carnotaurus

  - Tetanurae
    - Spinosauridae
      - Baryonyx
      - Suchomimus
      - Irritator
      - Spinosaurus

    - Megalosaurus
    - Torvosauridae
      - Torvosaurus
      - Eustreptospondylus

    - Piatnitzkysaurus
    - Afrovenator
    - Gasosaurus
    - Marshosaurus
    - Carnosauria
      - Cryolophosaurus
      - Monolophosaurus
      - Fukuiraptor
      - Sinraptor
      - Szechuanosaurus
      - Yangchuanosaurus
      - Allosaurus
      - Neovenator
      - Acrocanthosaurus
      - Carcharodontosaurus
      - Giganotosaurus

    - Coelurosauria
      - Dryptosaurus
      - Coelurus
      - Proceratosaurus
      - Ornitholestes
      - Scipionyx
      - Bagarataan
      - Nqwebasaurus
      - Sinosauropteryx
      - Compsognathus
      - Deltadromeus
      - Tyrannosauridae
        - Alioramus
        - Albertosaurus
        - Daspletosaurus
        - Gorgosaurus
        - Guanlong
        - Tarbosaurus
        - Tyrannosaurus

      - Ornithomimosauria
        - Pelecanimimus
        - Harpymimus
        - Deinocheirus
        - Garudimimus
        - Ornithomimidae
          - Archaeornithomimus
          - Gallimimus
          - Anserimimus
          - Struthiomimus
          - Ornithomimus
          - Dromiceomimus

      - Maniraptora
        - Therizinosauroidea
          - Beipiaosaurus
          - Therizinosauridae
            - Alxasaurus
            - Erlikosaurus
            - Therizinosaurus
            - Segnosaurus

        - Oviraptosauria
          - Chirostenotes
          - Elmisaurus
          - Microvenator
          - Ingenia
          - Oviraptor
          - Conchoraptor

        - Caudipteryx
        - Protarchaeopteryx
        - Eumaniraptora
          - Unenlagia
          - Rahonavis
          - Archaeopteryx
          - Dromaeosauridae
            - Microraptor
            - Sinorthosaurus
            - Dromaeosaurus
            - Saurornitholestes
            - Deinonychus
            - Velociraptor
            - Pyroraptor

          - Troodontidae
            - Sinornithoides
            - Byronosaurus
            - Troodon
            - Borogovia
            - Saurornithoides

          - Ornithothoraces
          - Avimimus
          - Alvarezsauridae
            - Alvarezsaurus
            - Patagonykus
            - Parvicursor
            - Mononykus
            - Shuvuuia